# Balogh Márta
Balogh Márta, Markovits Kálmánné (Budapest, 1943. március 2. – 2019. október 3. vagy előtte) világbajnok magyar kézilabdázó. 

## Pályafutása
1961 és 1969 között a Bp. Spartacus kézilabdázója volt, öt alkalommal nyert a csapattal bajnoki címet.
1962 és 1969 között 42 alkalommal szerepelt a magyar válogatottban, a Nyugat-Németországban rendezett 1965-ös női kézilabda-világbajnokságon nyert a nemzeti csapattal aranyérmet.
Férje Markovits Kálmán kétszeres olimpiai bajnok vízilabdázó, fia Markovits László teniszező, sportvezető.

## Sikerei, díjai
- Bajnokcsapatok Európa-kupája-döntős : 1964–65

- Magyar bajnok: 1962, 1963, 1964, 1965, 1967
- Magyar Népköztársaság-kupa : 1963, 1968